# Mohammad Wasim (Cricketspieler, 2001)
Mohammad Wasim Wazir (* 25. August 2001 in Spinwam, Pakistan) ist ein pakistanischer Cricketspieler, der seit 2021 für die pakistanische Nationalmannschaft spielt.

## Kindheit und Ausbildung
Wazir spielte als Kind Tape-Ball-Cricket in seiner Heimat. Da die Infrastruktur dort nicht vorhanden war, zog er nach Peschawar und trat dort einem Cricket-Club bei. Er durchlief dann die Altersgruppenmannschaften der Region, bevor er in die U19-Nationalmannschaft Pakistans aufgenommen wurde. Daraufhin war er Teil der pakistanischen Vertretung bei der ICC U19-Cricket-Weltmeisterschaft 2020, nachdem er den ursprünglich eingeplanten Naseem Shah ersetzte.

## Aktive Karriere
Sein First-Class-Debüt gab Was im November 2020 für Khyber Pakhtunkhwa in der Quaid-e-Azam Trophy 2020/21. In der Folge absolvierte er auch sein List-A-Debüt und spielte für Islamabad United in der Pakistan Super League 2021. Er gab sein Debüt in der Nationalmannschaft im Juli 2021 in der Twenty20-Serie in den West Indies. Dabei verletzte er in seinem ersten Over Lendl Simmons als er ihn mit einem Ball am Nacken traf und dieser musste Verletzt ausscheiden. Er erhielt in der Folge mehrere Einsätze und wurde für den ICC Men’s T20 World Cup 2021 nominiert, auch wenn er dort keine Einsätze erhielt. Daraufhin konnte er beim Gegenbesuch der West Indies im Dezember 2021 4 Wickets für 40 Runs erzielen. Zum Ende des Jahres wurde er vom pakistanischen Verband als Emerging Player of the Year ausgezeichnet.
Bei der Tour gegen Australien im März 2022 gab er sein Debüt im ODI-Cricket. Im dritten Spiel der Serie erzielte er 3 Wickets für 40 Runs. Auch war er als Option für das Test-Team nominiert, wurde jedoch letztendlich nicht eingesetzt. Im Sommer 2022 gelangen ihm dann in den ODIs gegen die West Indies 3 Wickets für 24 Runs und in den Niederlanden 4 Wickets für 36 Runs. In der Vorbereitung für den Asia Cup 2022 zog er sich dann eine Rückenverletzung zu wurde daraufhin aus dem Kader gestrichen. In der Vorbereitung für die kommende Weltmeisterschaft war er wieder im Team. Bei einem Drei-Nationen-Turnier in Neuseeland erzielte er gegen Bangladesch 3 Wickets für 24 Runs. Daraufhin wurde er für den ICC Men’s T20 World Cup 2022 nominiert. Dort gelangen ihm dann gegen Simbabwe 4 Wickets für 24 Runs. Mit dem Team erreichte er das Finale, wo sie dann gegen England verloren.